# Оливера Лазаревић
Оливера Лазаревић (око 1373. — после 1444.) била је најмлађа кћи кнеза Лазара Хребељановића и кнегиње Милице. У својој младости она је провела дванаест година (1390—1402) у харему османског султана Бајазита I, као залог миру између породице Лазаревића и Османског царства, a једно време и у заробљеништву монголског емира Тамерлана, као заточеница несрећних околности након Ангорске битке 1402. године.

## Биографија
Рођена је око 1373. као најмлађа ћерка кнеза Лазара и кнегиње Милице, чукунунуке Вукана Немањића. Имала је четири старије сестре Мару, Јелену, Драгану и Теодору и два брата Стефана и Вука .
Оливера је 1390. године дата за жену османском султану Бајазиту I (1389—1402). Наиме, после Косовске битке Србијом је, у име малолетног кнеза Стефана Лазаревића, владала кнегиња Милица. Она је овај тешки владарски и мајчински терет одлуке о вазалству Турцима и давању Оливере у харем поделила са преживелим племством и црквеном јерархијом. Тако је коначну одлуку о слању Оливере у султанов харем донео Државни сабор, крајем 1389. године. Поред слања Оливере Бајазиту, Лазаревићи су се обавезали и на вазалне обавезе према Османлијама које су подразумевале плаћање годишњег данка и редовно извршавање војних обавеза .
Према предању, пут из родног Крушевца ка Дренопољу српски народ је Оливери посуо ружама . Међу стотинама жена у харему Оливера је постала једна од четири султанове законите жене - кадуне . Временом се између њих двоје ипак родила љубав. Према постојећим изворима Оливера је била „ванредно лепа и имала је велики утицај на страстима оданог Бајазита“ и успела да „и у султанскоме харему одржи прво место, и да задобије и одржи љубав бесног Бајазита“. Са њим је добила три ћерке: султанију Мелек (средња кћерка), султанију Оруз (најмлађа кћерка), а трећа (најстарија) кћерка је непознатог имена. Своје “место у харему и султановом срцу“ она је често користила да помогне своме напаћеном народу и држави . За све време боравка у харему Оливера је остала у православној вери.
После битке код Ангоре (Анкаре) 1402, где је татарски емир Тамерлан нанео тежак пораз Османлијама и заробио султана Бајазита, заробљеништва је допала и Оливера. Према османској традицији, Бајазит је 8. марта 1403. у татарском ропству на крају извршио самоубиство због срамоте која је била нанесена Оливери. Оливера је ослобођена из заточеништва током 1403. захваљујући посланству које је њен брат Стефан Лазаревић, сада већ деспот, послао Тамерлану.
Вратила се у Србију 1403. године и нешто касније се трајно настанила на двору свога брата деспота Стефана у тадашњој престоници Београду. Све до његове смрти, била му је „верни пратилац, друг и саветник, подстрекач и тешитељ“ Често је путовала код сестре Јелене-Јеле Балшић- Косаче у Дубровник, Зету и Херцеговину. Нарочито је топло била примана у Дубровнику, јер је „Домина Деспина“ (како су је Дубровчани звали) била „часна госпођа од крви Светлога Деспота и од његовога Двора“.
Принцеза Оливера није се више удавала. Последњи пут она се помиње у документима из 1443. године. Сматра се да је умрла после 1444. године и не зна се где је сахрањена.
„Жртву принцезе Оливере за спас народа и отаџбине после Косовске битке, српски народ је још за њеног живота веома високо ценио. Она је сматрана жртвом библијског карактера, богоугодном и христоликом жртвом, принетом из слободе, љубави и послушања према своме роду и отачаству.“

## Сећање на Оливеру Лазаревић данас
Године 2008. у Београду је основан Фонд „Принцеза Оливера“ у знак сећања на принцезу Оливеру Лазаревић. Мисија Фонда је очување духовности и српске културне и историјске баштине.
- Принцеза Оливера заборављена српска Кнегиња ексклузивна историјска монографија, прва синтеза свих досадашњих знања о принцези Оливери Лазаревић, на српском, енглеском и руском језику засебно, издавач Фонд „Принцеза Оливера“ г. (Принцеза Оливера заборављена српска Кнегиња. 2009.  978-86-912875-0-4., Princess Olivera, a forgotten Serbian Heroine.  978-86-912875-2-8. . Принцесса Оливера, забытая сербская княгиня.  978-86-912875-1-1. )
- Кнегиња Оливера, пут ружама посут, друго, скраћено и прерађено издање монографије Принцеза Оливера заборављена српска Кнегиња, на српском и немачком језику засебно, издавач Фонд „Принцеза Оливера“ г. (Кнегиња Оливера, пут ружама посут. 2010.  978-86-912875-3-5.. Die Fürstin Olivera, mit Rosen bestreuter Weg.  978-86-912875-4-2. Leiptzig)
- Стојана Магделинић је 2010. године објавила треће издање романа „Оливера“ о Оливери Лазаревић ( 978-86-83337-44-6 , изд. Рашка школа)
- О њеном животу је 2013. снимљен први документарни филм „Пут ружама посут“.[11]
- У књизи Две српске султаније: Оливера Лазаревић (1373—1444) и Мара Бранковић (1418—1487) - Две биографије као прилог историји српско-османских односа 1389-1487 (Дерета. ), Никола Гиљен је преко биографија двеју српских племкиња које су постале и османске султаније испричао и причу о српско-османским односима у 14. и 15. веку и причу о последњем периоду српске средњевековне историје, у време када је Србија још увек постојала као држава (1389—1459), као и у првим деценијама њене историје под османском окупацијом (1459—1487).

## Породично стабло
|  |                        |  |  |  |  |  |  |  |  |  |  |  |  |  |  |  |
|  | 2. Лазар Хребељановић  |  |  |  |  |  |  |  |  |  |  |  |  |  |  |  |
|  |                        |  |  |  |  |  |  |  |  |  |  |  |  |  |  |  |
|  |                        |  |  |  |  |  |  |  |  |  |  |  |  |  |  |  |
|  | 1. Оливера Лазаревић   |  |  |  |  |  |  |  |  |  |  |  |  |  |  |  |
|  |                        |  |  |  |  |  |  |  |  |  |  |  |  |  |  |  |
|  |                        |  |  |  |  |  |  |  |  |  |  |  |  |  |  |  |
|  | 3. Милица Хребељановић |  |  |  |  |  |  |  |  |  |  |  |  |  |  |  |
|  |                        |  |  |  |  |  |  |  |  |  |  |  |  |  |  |  |
|  |                        |  |  |  |  |  |  |  |  |  |  |  |  |  |  |  |